# 2021년 FIFA U-20 여자 월드컵
2021년 FIFA U-20 여자 월드컵(영어: 2021 FIFA U-20 Women's World Cup)은 2021년 1월 20일부터 2월 6일까지 코스타리카에서 개최될 예정이었던 10번째 FIFA U-20 여자 월드컵이다.
이 대회는 원래 2020년 8월 10일부터 8월 30일까지 2020년 FIFA U-20 여자 월드컵(2020 FIFA U-20 Women's World Cup)이라는 이름으로 개최될 예정이었으나 국제 축구 연맹(FIFA)가 2020년 4월 3일에 공개된 공식 성명을 통해 코로나19 범유행의 여파로 인하여 해당 대회를 연기하기로 결정했다. FIFA는 2020년 5월 12일에 해당 대회의 개최 시기를 2021년 1월 20일부터 2월 6일까지로 정했다. 하지만 FIFA는 2020년 11월 17일에 공개된 공식 성명을 통해 2020년 FIFA U-20 여자 월드컵 개최를 취소하는 한편 2022년 FIFA U-20 여자 월드컵을 코스타리카에서 개최하기로 결정했다.

## 개최를 희망했던 국가
- 인도 - 2021년 FIFA U-17 여자 월드컵 개최권을 획득함으로서 후보에서 탈락하였다.
- 대한민국
- 나이지리아
- 코스타리카 &  파나마

2019년 9월 12일에 국제축구연맹은 나이지리아를 개최국으로 선정했으나, 같은 해 12월 20일에 열린 평의회에서 나이지리아의 개최권을 박탈하고 코스타리카와 파나마를 공동 개최국으로 재선정했다. 하지만 파나마가 2020년 7월에 코로나19 범유행의 여파로 인하여 개최권 반납을 선언함에 따라 코스타리카가 단독 개최하게 되었다.

## 참가할 예정이던 팀
| 연맹                     | 예선                                         | 참가할 예정이던 팀                       |
| ------------------------ | -------------------------------------------- | ---------------------------------------- |
| AFC (아시아)             | 2019년 AFC U-19 여자 챔피언십                | 조선민주주의인민공화국 · 일본 · 대한민국 |
| CAF (아프리카)           | 2020년 아프리카 U-20 여자 축구 선수권 대회   | 없음                                     |
| CONCACAF (북중미&카리브) | 2020년 CONCACAF U-20 여자 축구 선수권 대회   | 미국 · 멕시코 · 없음                     |
| CONMEBOL (남아메리카)    | 2020년 남아메리카 U-20 여자 축구 선수권 대회 | 없음                                     |
| OFC (오세아니아)         | 2019년 OFC U-20 여자 축구 선수권 대회        | 뉴질랜드                                 |
| UEFA (유럽)              | 2019년 UEFA U-19 여자 축구 선수권 대회       | 독일 · 스페인 · 프랑스 · 네덜란드        |
| 개최국                   | 개최국                                       | 코스타리카                               |

- ^ : 처음으로 참가할 예정이던 팀.